# جويليرمو نافارو
جويليرمو نافارو (بالإسبانية: Guillermo Navarro)‏ (و. 1955  م) هو مصور سينمائي، ومصور، ومخرج تلفزيوني مكسيكي، ولد في مدينة مكسيكو.

## جوائز وترشيحات
حصل على جوائز منها:
- جائزة الأوسكار لأفضل تصوير سينمائي، عن عمل: متاهة بان.

ترشح لـ:
- جائزة الأوسكار لأفضل تصوير سينمائي، عن عمل: متاهة بان.

## وصلات خارجية
- جويليرمو نافارو على موقع IMDb (الإنجليزية)
- جويليرمو نافارو على موقع ألو سيني (الفرنسية)
- جويليرمو نافارو على موقع أول موفي (الإنجليزية)
- جويليرمو نافارو على موقع بوكس أوفيس موجو (الإنجليزية)
- جويليرمو نافارو على موقع قاعدة بيانات الأفلام السويدية (السويدية)
- جويليرمو نافارو على موقع قاعدة بيانات الفيلم (الإنجليزية)
- جويليرمو نافارو على موقع كينوبويسك (الروسية)